# Park-šuma Grmoščica
Park-šuma Grmoščica, park-šuma u Hrvatskoj i jedna od 17 park-šuma na prostoru Grada Zagreba. Prostire se na zapadu Zagreba, na Grmoščici, između Vrapča i Črnomerca. Ukupna površina park-šume iznosi 76,90 ha, od čega na šumsku površinu odpada 63,60 ha.
To su srednjodobne sastojine u kojima je nužna njega proredom. Drvna zaliha je normalna (274,60 m3/ha), a prirast iznosi 7,60 m3/ha. U proredama se forsiraju hrast kitnjak i bukva iz sjemena na štetu bagrema, stabala iz panja i sušaca kestena. U bagremovim sastojinama daje se prednost upotrebljivim autohtonim vrstama koje se nalaze u donjoj etaži. Kulture topola obnovljaju se u dva sjeka, te unošenjem 15.000 sadnica kitnjaka po hektaru, uz prethodnu pripremu staništa. Čistine se pošumljavaju četinjačama (smreka, borovi i dr.). Površina državnih šuma u Park-šumi Grmoščici je 46,81 ha, privatnih 10,79 ha, te ostalih površina 13,30 ha. Prosječna drvna zaliha je 274,60 prostornih metara po hektaru. Prosječni godišnji tečajni prirast je 7,60 prostornih metara po hektaru.